# HD 99109 b
HD 99109 b ist ein Exoplanet, der den Hauptreihenstern HD 99109 alle 439,3 Tage umkreist. Auf Grund seiner hohen Masse wird angenommen, dass es sich um einen Gasplaneten handelt.

## Entdeckung
Der Planet wurde mit Hilfe der Radialgeschwindigkeitsmethode von Paul Butler et al. im Jahr 2006 entdeckt.

## Umlauf und Masse
Der Planet umkreist seinen Stern in einer Entfernung von ca. 1,1 Astronomischen Einheiten bei einer Exzentrizität von 9 % und hat eine Masse von ca. 159,6 Erdmassen bzw. 0,502 Jupitermassen.